# Fritz Feyerherm

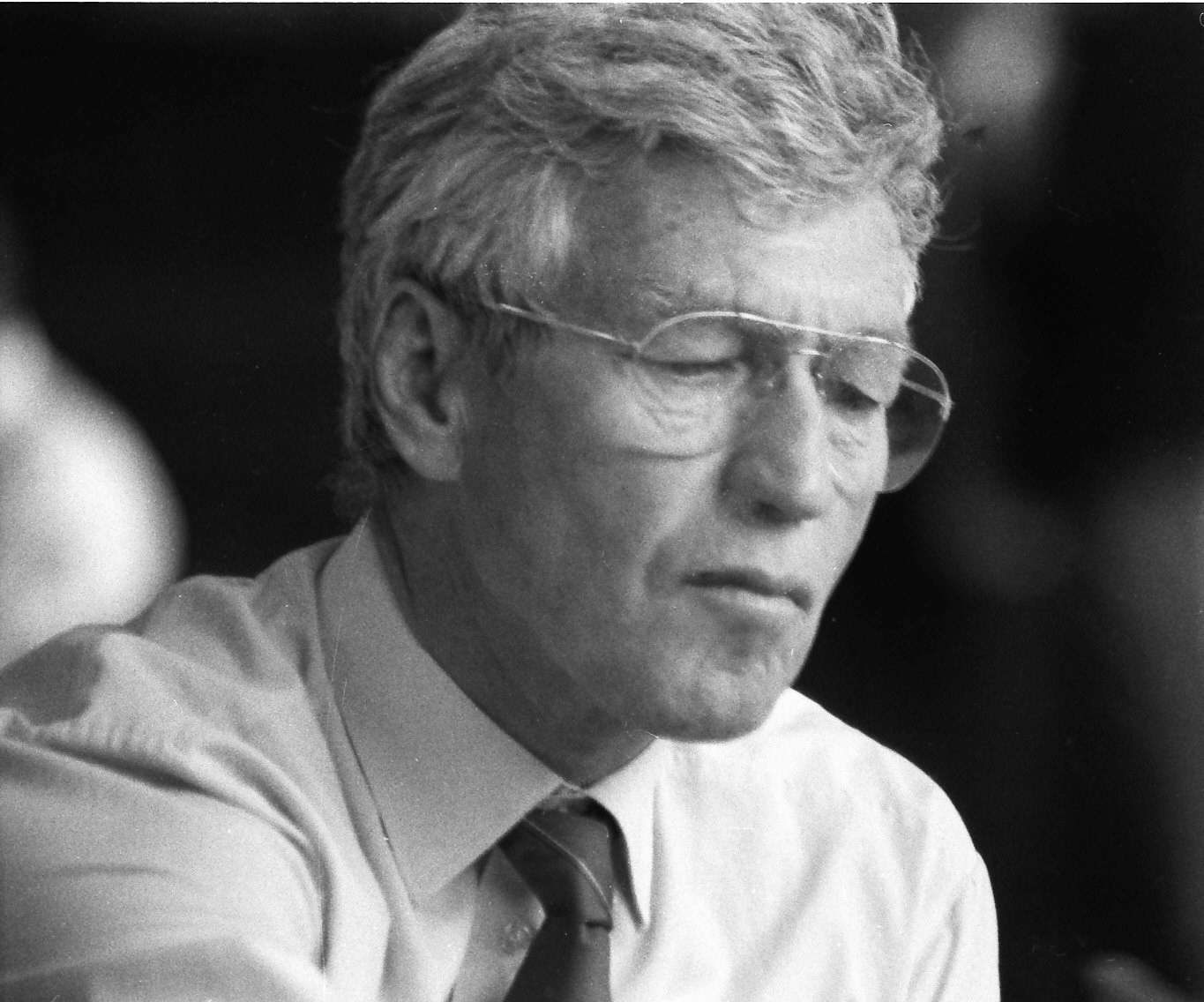
Fritz Feyerherm im Jahr 1993

Fritz Feyerherm (* April 1935 in Berlin; † 30. Dezember 2008 ebenda) war ein deutscher Rugby-Union-Spieler, -Schiedsrichter, Sportfunktionär und Lehrer. Er war deutscher Nationalspieler und über lange Jahre Vorsitzender des Vereins Berliner Rugby Club (BRC).

## Leben und Wirken
Fritz Feyerherm wurde 1935 in Berlin geboren, wo er in seiner Kindheit den Zweiten Weltkrieg miterlebte. 1948 sah er im Alter von 13 Jahren sein erstes Rugbyspiel, ein Gastspiel der Oxford Greyhounds im Berliner Mommsenstadion. Zunächst schloss er sich, da Vereine noch verboten waren, einer offenen Jugendmannschaft im Stadtteil Eichkamp an. Nach Wiedergründung des Berliner RC kam er zu diesem und entwickelte sich dort zu einem herausragenden Spieler. So wurde er in die deutsche Rugby-Union-Nationalmannschaft berufen. Am 29. Oktober 1961 spielte er auf der Position eines Flankers unter dem Kapitän Jürgen Frey vom DSV Hannover 78 in Hürth gegen die Niederlande. Die deutsche Mannschaft gewann das Spiel 14:6.
Beruflich war Fritz Feyerherm als Lehrer für Sport, Altgriechisch und Latein am Arndt-Gymnasium Dahlem tätig, wo er eine Vielzahl neuer Talente für den Rugbysport anwarb. Im Altherrenteam des BRC spielte Feyerherm bis zum Alter von 48 Jahren, ehe er sich ganz der Tätigkeit als Funktionär verschrieb. Spätestens 1963 war er bereits im Alter von 28 Jahren Jugendwart des Berliner Rugby-Verbandes, ab 1973 bis zu seinem Tod 2008 für 35 Jahre Vorsitzender des Rugbyclubs. Er saß unter anderem als 2. Vorsitzender im Vorstand der Deutschen Rugby-Jugend und war Jugendwart des Deutschen Rugby-Verbandes. Unter seiner Federführung gewannen Jugendmannschaften des Berliner Rugby-Clubs im Laufe der Jahrzehnte etwa 40 deutsche Meisterschaften. Das Herrenteam stand 1989 im Finale um die deutsche Meisterschaft sowie 1983 und 1988 um den DRV-Pokal.
Neben seinem Engagement als Spieler und Funktionär war Fritz Feyerherm auch als Schiedsrichter in der Rugby-Bundesliga tätig. 1967 leitete er in Berlin das Endspiel um die deutsche Meisterschaft zwischen dem SC Neuenheim und dem TSV Victoria Linden, das Neuenheim 11:9 gewann.

## Ehrungen
- Mitglied des Ehrenpräsidiums des Deutschen Rugby-Verbandes
- Am 8. Februar 2005 wurde Feyerherm vom Bundespräsidenten und durch den Berliner Staatssekretär Thomas Härtel das Bundesverdienstkreuz am Bande verliehen.
- Verdienstwimpel des Deutschen Rugby-Verbandes
- Goldener Rugbyball des Deutschen Rugby-Verbandes[1][2]
- Jährlich veranstaltet der Berliner Rugby-Club im Januar den Fritz-Feyerherm-Gedächtnislauf.[3] Seit 2012 wird im Herbst das Fritz-Feyerherm-Turnier, ein Turnier für Nachwuchsmannschaften auf dem Maifeld ausgetragen.[4]
- Zu seiner Pensionierung wurde der Sportplatz des Arndt-Gymnasiums in Berlin nach ihm benannt[2]